# Журавлине (Сумський район)
Журавли́не (до 2024 року — Москалі́вщина) — село в Україні, у Садівській сільській громаді Сумського району Сумської області. Населення становить 55 осіб. До 2020 орган місцевого самоврядування — Садівська сільська рада.

## Назва
19 вересня 2024 року Верховна Рада підтримала перейменування села Москалівщина на Журавлине. 26 вересня 2024 року перейменування набуло чинності.

## Географія
Село Журавлине знаходиться на березі річки Сухоносівка, вище за течією на відстані 1 км розташоване село Никонці, нижче за течією на відстані 0,5 км розташоване селище Сад, на другому березі річки знаходилося об'єднане з Москалівщиною в 1980-х роках село Липовий Яр. На річці кілька гребель. Поруч проходить автомобільна дорога Н07.

## Історія
12 червня 2020 року, відповідно до Розпорядження Кабінету Міністрів України № 723-р «Про визначення адміністративних центрів та затвердження територій територіальних громад Сумської області» увійшло до складу Садівської сільської громади.
19 липня 2020 року, в результаті адміністративно-територіальної реформи та ліквідації Сумського району(1923—2020), село увійшло до складу новоутвореного Сумського району.

## Населення
Відповідно до перепису населення СРСР, станом на 17 грудня 1926 року, чисельність населення ради становила 170 осіб, з них, за статтю: чоловіків — 84, жінок — 86, переважна національність — українська. Кількість господарств — 36.

### Мова
Розподіл населення за рідною мовою за даними перепису 2001 року:
| Мова       | Відсоток |
| ---------- | -------- |
| українська | 100%     |